# Eric Maskin
Eric Stark Maskin (Nova Iorque, 12 de dezembro de 1950) é um economista estadunidense.
Foi galardoado com o Prémio de Ciências Económicas em Memória de Alfred Nobel de 2007, juntamente com Leonid Hurwicz e Roger Myerson.
Maskin trabalhou em diversas áreas da teoria econômica, como teoria dos jogos, economia dos incentivos e teoria dos contratos. Ele é particularmente conhecido por seus artigos sobre teoria de projeto / implementação de mecanismo e jogos dinâmicos. Seus projetos de pesquisa atuais incluem comparar diferentes regras eleitorais, examinar as causas da desigualdade e estudar a formação de coalizões.

## Patentes de software
Maskin sugeriu que as patentes de software inibem a inovação em vez de estimular o progresso. As indústrias de software, semicondutores e computadores têm sido inovadoras, apesar da proteção de patentes historicamente fraca, argumentou. A inovação nesses setores tem sido sequencial e complementar, de modo que a concorrência pode aumentar os lucros futuros das empresas. Em uma indústria tão dinâmica, "a proteção de patentes pode reduzir a inovação geral e o bem-estar social". Um experimento natural ocorreu na década de 1980, quando a proteção da patente foi estendida ao software, escreveu Maskin com o co-autor James Bessen. “Os argumentos padrão prediziam que a intensidade e produtividade de P&D deveriam ter aumentado entre as firmas de patentes. Consistente com nosso modelo, entretanto, esses aumentos não ocorreram”. Outras evidências que apoiam esse modelo incluem um padrão distinto de licenciamento cruzado e uma relação positiva entre as taxas de inovação e a entrada de empresas.

## Vídeos
- Maskin, Eric (2008). Mechanism Design: How to Implement Social Goals. University of California, Irvine School of Social Sciences. Cópia arquivada em 21 de dezembro de 2021
- Maskin, Eric (23 de dezembro de 2013). Mechanism Design. Serious Science. Cópia arquivada em 21 de dezembro de 2021
- Maskin, Eric (1 de junho de 2014). An Introduction to Mechanism Design. Warwick Economics Summit. Cópia arquivada em 21 de dezembro de 2021 Maskin giving a keynote address on 'How to Make the Right Decisions without knowing People's Preferences'
- Maskin, Eric (24 de junho de 2015). Introduction to Repeated Games. 26th Jerusalem Summer School on Economics Theory. Cópia arquivada em 21 de dezembro de 2021